# Diocese de Orán
A Diocese de Orán (em latim: Dioecesis Novoraniensis) é uma diocese localizada no departamento de Orán, pertencente a Arquidiocese de Salta na Argentina. Foi fundada em 10 de abril de 1961 pelo Papa João XXIII. Com uma população católica de 325.724 habitantes, sendo 89,8% da população total, possui 27 paróquias com dados de 2017.

## História
A Diocese de Orán foi criada em 10 de abril de 1961 pela cisão da Arquidiocese de Salta.

## Lista de bispos
A seguir uma lista de bispos desde a criação da diocese.
|                          | Nome                                         | Período    | Notas                                          |
| Bispos                   | Bispos                                       | Bispos     | Bispos                                         |
| ------------------------ | -------------------------------------------- | ---------- | ---------------------------------------------- |
| 8º                       | Luis Antonio Scozzina, O.F.M.                | 2018-atual |                                                |
| 7º                       | Gustavo Óscar Zanchetta                      | 2013-2017  |                                                |
| 6º                       | Marcelo Daniel Colombo                       | 2009-2013  | Nomeado Bispo de La Rioja                      |
| 5º                       | Jorge Rubén Lugones, S.J.                    | 1999-2008  | Nomeado Bispo de Lomas de Zamora               |
| 4º                       | Mario Antonio Cargnello                      | 1994-1998  | Nomeado Arcebispo-coadjutor de Salta           |
| 3º                       | Gerardo Eusebio Sueldo                       | 1982-1993  | Nomeado Bispo-coadjutor de Santiago del Estero |
| 2º                       | Manuel Guirao                                | 1970-1981  | Nomeado Bispo de Santiago del Estero           |
| 1º                       | Francisco Felipe de la Cruz Muguerza, O.F.M. | 1961-1969  |                                                |
| Bispo auxiliar           |                                              |            |                                                |
|                          | Claudio Pablo Castricone                     | 2023-      | Atual                                          |
| Administrador Apostólico |                                              |            |                                                |
|                          | Andrés Stanovnik, O.F.M.Cap.                 | 2011-2012  | Arcebispo de Corrientes                        |